# East Orange
East Orange est une ville (city) du New Jersey dans le comté d'Essex, à proximité de la ville d'Orange.
En 2010, sa population était de 64 270 habitants.

## Différents quartiers
La ville est officiellement divisée en cinq quartiers :
- Ampere
- Greenwood (Teen Streets)
- Presidential Estates
- Elmwood
- Doddtown (Franklin)

## Jumelage
La ville est jumelée avec Chiayi (Taïwan).

## Personnalités liées à la commune
- voir : Catégorie:Naissance à East Orange
- Cotton Minahan (1882-1958), joueur de baseball professionnel et athlète américain ayant concouru aux Jeux olympiques d'été de 1900, est mort à East Orange.